# Miguel Damasceno

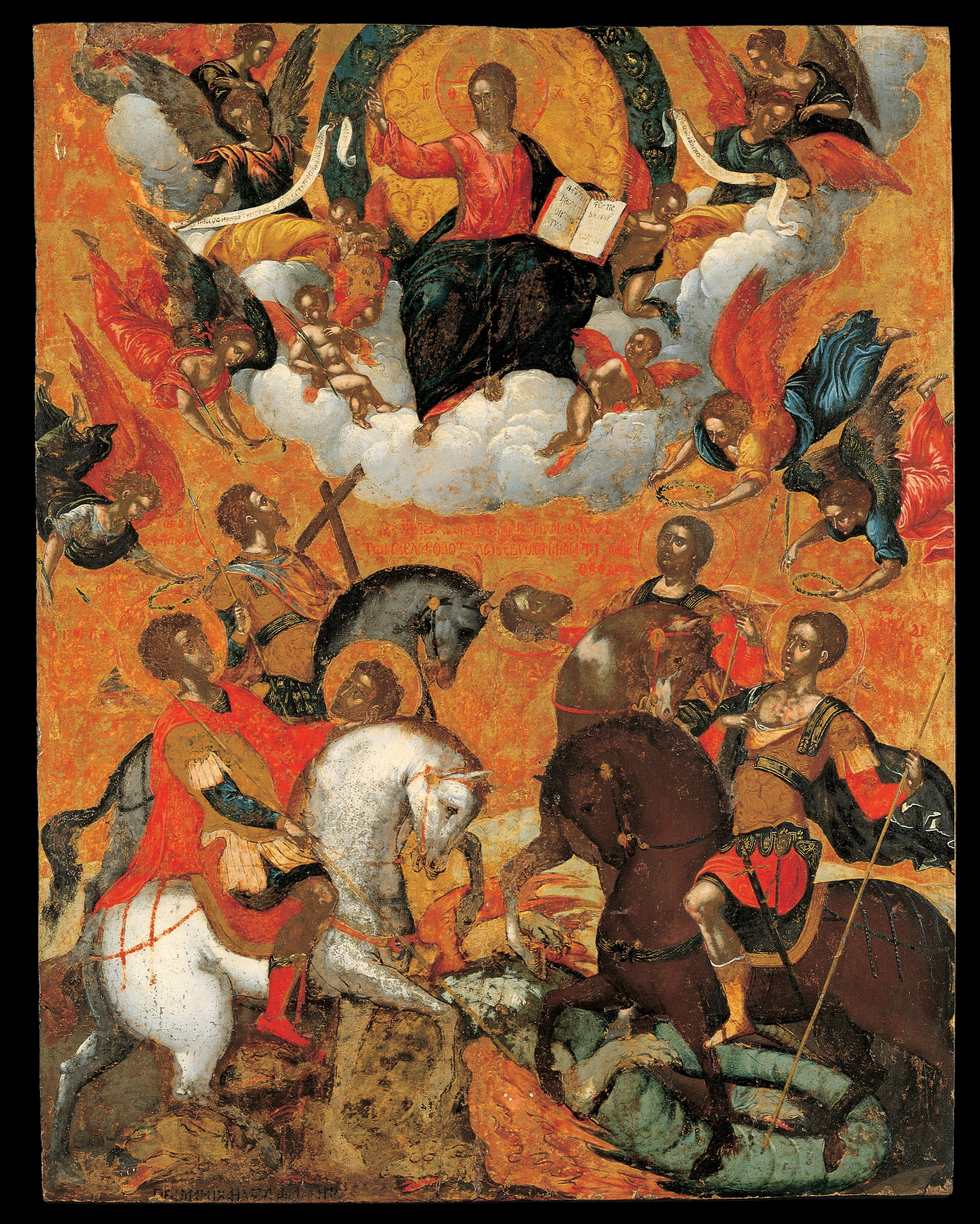
Cuatro santos guerreros.

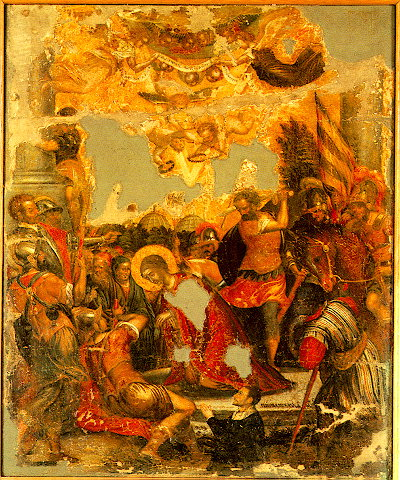
Decapitación de Agia Paraskevi.

Miguel Damasceno  (Candia, c. 1530-c. 1593) fue un destacado pintor cretense posbizantino, casi contemporáneo del Greco, aunque Damasceno se mantuvo estilísticamente más cerca de sus raíces griegas. Fue representante de la escuela cretense de pintura que floreció en los siglo XVI y XVII cuando Creta estaba bajo dominio veneciano.

## Biografía
Damasceno nació en Candia entre 1530 y 1535, hijo de Tzortzis Damaskinos. Vivió y trabajó algún tiempo en el monasterio de Vrontesios, que conservó seis de sus iconos hasta 1800. Después, alrededor de 1574, se trasladó a Venecia donde aprendió la técnica de la miniatura y viajó por toda Italia. Fue miembro de la Hermandad griega de Venecia desde 1577 hasta 1582 y pintó con Emmanuel Tzanes la catedral ortodoxa griega de San Giorgio dei Greci en Venecia. Regresó a Grecia en 1584.

## Obra
Sus obras son de estilo bizantino tradicional pero con muchas influencias de la pintura veneciana, principalmente de artistas renacentistas como Tintoretto y Paolo Veronese. Utilizó un color rosado particular que caracterizó sus pinturas.  El hecho de que Damascino fuera muy respetado se demuestra al ser invitado, estando en Creta, a pesar de los muchos artistas griegos que ya estaban en Venecia, para pintar los frescos de San Giorgio dei Greci. Fue también el primer artista en introducir tonos de piel más pálidos en la pintura posbizantina, uno de los rasgos estilísticos de su obra que demostró ser muy influyente desde la segunda mitad del siglo XVI en adelante. Como era habitual en los pintores distinguidos, firmó sus obras ΧΕΙΡ ΜΙΧΑΗΛ ΤΟΥ ΔΑΜΑΣΚΗΝΟΥ, ΧΕΙΡ ΜΙΧΑΗΛ ΔΑΜΑΣΚΗΝΟΥ, ΔΑΜΑΣΚΗΝΟΥ ΜΙΧΑΗΛ ΧΕΙΡ o ΠΟΙΗΜΑ ΜΙΧΑΗΛ ΤΟΥ ΔΑΜΑΣΚΗΝΟΥ. Damasceno trabajó mucho en las islas Jónicas y contribuyó a la fusión de la escuela de pintura de cretense y heptana. 